# Jef Sicard
Pour les articles homonymes, voir Sicard.
Jef Sicard, né Jean-François Sicard à Riom le 22 octobre 1944 et mort le 12 novembre 2021, à Paris, est un saxophoniste, clarinettiste et flûtiste français.

## Biographie
Jef Sicard étudie le saxophone et la clarinette au Conservatoire de Nice, puis la musicologie à Poitiers.
Compositeur, improvisateur, multi-instrumentiste (saxophones, clarinettes, flûtes, conques), il entretient une relation exigeante et fusionnelle avec le jazz depuis les années 1970.
À la recherche de nouveaux sons et concepts, il joue avec des musiciens de différentes cultures : Dharma Quintet (Festival de jazz de Montreux en 1971, Festival de Chateauvallon en 1972), Machi Oul Septet et Machi Oul Big Band, Claude Delcloo (« Full Moon Ensemble ») Sonny Grey, Didier Levallet, Alan Silva, Sigfried Kessler, Alfredo Rodriguez, Michel Godard, Jean-Yves Colson, Raúl Barboza, Jean-Michel Pilc, Christian Escoudé, ARFI, François Tusques, …
De 1994 à 1999, professeur à l'ENMD d'Angoulême, il est chargé de la direction musicale du Big Band Jazz. Il joue ses propres compositions et en 1993, il forme le Jef Sicard Quartet avec Mathias Pizarro, Gildas Scouarnec, Christian Lété. En 1998, il crée un trio avec François Méchali, François Laizeau et en 2003 un quintette avec Nicolas Genest, Sébastien Llado, François Méchali, Philippe Soirat.
Du solo au quintette et travaillant avec l'ARFI, François Tusques…, Jef Sicard se produit dans de nombreux concerts et prestigieux festivals : Europa Jazz Festival du Mans, Banlieues Bleues, Jazz à Vienne, Nancy Jazz Pulsations (2002), La Villette Jazz Festival, Rencontres Internationales de Jazz de Nevers (1989, 1994, 2004), Jazz sous les pommiers (1998) à Coutances, Jazz à Porquerolles (2009), Balver Höhle, Moers (1984), Groeningen, Leipzig, Clusone… Et il participe à des tournées aux Antilles, au Portugal, en Ukraine et Finlande.
Il enregistre de nombreux concerts et émissions à Radio France et plus d'une cinquantaine d'albums.
Ouvert aux nouvelles expériences, il participe à de nombreuses créations théâtrales (Georges Wilson, Jean-Marc Bory, L. Melki, Guy Rétoré, Jean-Louis Hourdin, Philippe Houriet, ...) et de musique contemporaine (Daniel Tosi, Antoine Duhamel, ...). Il compose aussi des musiques de film et de théâtre.
Il travaille également avec son fils Nicolas Sicard, dj, producteur, et sound designer connu sous le pseudonyme Sicaa, faisant une apparition sur son 3e Ep, Space Between Worlds sorti en 2013, ainsi que sur plusieurs autres de ses projets.
Un dernier album enregistré à Paris en 2021 intitulé Until Forever avec Julien Francomano à la batterie et Stefanus Vivens au piano est à paraître prochainement.

## Discographie
- Space Between Worlds (avec Sicaa) - Unc Audio 2013 [6]
- Back in Tone (avec Alter Trio) – Alter-nativ 2007 [7]
- Tropismes (Jef Sicard Quintet) – Charlotte 2004
- Oblik[8] (avec François Méchali, François Laizeau) – Charlotte 2001
- Le Rêve de Claude (Jef Sicard Trio) – Charlotte 1999
- Cap inédit (avec Apollo) – ARFI 1999
- Godja 98 (Big band du Conservatoire d'Angoulême) - ACAMAC 1998
- Potemkine (avec l'Arfi) – ARFI 1997
- Isthme (Jef Sicard Quartet) – Charlotte 1996
- Blue Phèdre (avec François Tusques) – Axolotl Jazz 1996
- Ciné Club (avec Jean-Louis Méchali) – Quoi de neuf docteur 1994
- Le Fil d'Ariane (Jef Sicard Quartet) – AA 1993
- Kirk's Dreams (Jazzam'bar & les canards sauvages) – CIM Bar le Duc 1993
- Josika (avec Pascal Bréchet Quartet) – ADDA 1993
- Song for Sissy (avec Pascal Bréchet Quartet) – ADDA 1990
- Ostinato (avec Didier Levallet Quintet) – In and Out 1981
- Quetzalcoatl (avec Machi Oul Big Band) – Palm 1975
- Archipel (avec Dharma Quintet) – AJA Records 1973
- Terremotto (avec Septet Matchi-oul) – Futura Records 1971
- End Starting (avec Dharma Quintet) – SFP 1971
- Mr Robinson (avec Dharma Quintet) – SFP 1970
- Crowded with loneliness (avec Full Moon Ensemble) – CBS 1969

Comme musicien invité :
- Yin Yang (avec Georges Crébassa Project) – A la sauce jazz 2009
- Vendetta Society (avec Art Konik) – Planet Woo/Comet Records 2004
- Anefas Trankil (avec Akli D.) – Al Sur 2001
- Cobra (avec Corpus Quintet) – Ouïe Records 1985
- Conscientiousness (avec Dou) – Corelia 1979

## Musique contemporaine
- Tin-tal (Compositeur : Daniel Tosi) - Création Maison de Radio France 1978

## Musiques de théâtre et de film
- Othello (Mise en scène : Georges Wilson) 1975[9]
- Oncle Vania (Mise en scène : Jean-Marc Bory) 1978[10]
- 1988 : Les Surprises de l'amour de Caroline Chomienne
- Monette (Réalisation : Marie Hélia) 1999[11]
- Characters (Réalisation : Morya Tchibinda) 2010

## Musicien de scène
- 1974 : Ubu à l'Opéra, d'après Alfred Jarry - Mise en scène : Georges Wilson - Musique : Antoine Duhamel - Festival d'Avignon[12]
- 1975 : Othello, de William Shakespeare - Mise en scène : Georges Wilson - Festival d'Avignon[9]
- 1978 : Oncle Vania - Mise en scène : Jean-Marc Bory - L'Estrade (Saint-Étienne)[10]
- 1987 : Ubu roi, d'Alfred Jarry - Mise en scène : Jean-Louis Hourdin - Théâtre Municipal de Bourg-en-Bresse[13]
- 1990 : Naître coupable, naître victime, d'après Peter Sichrovsky - Mise en scène : Stéphanie Loïk - Théâtre de l'Atalante (Paris)[14]